# Покрајина Мазандаран
Покрајина Мазандаран (перс. استان مازندران;Ostān-e Māzandarān ) је једна од 31 иранске покрајине. Налази се у сјеверном дијелу земље, а граничи се са Голестаном на истоку, Семнанском покрајином, Техеранском, Алборшком и Казвинском покрајином на југу, Гиланом са запада, те Каспијским језером на сјеверу. У старом вијеку ово је подручје било познато као Хирканија, а у средњем као Табаристан. Мазандаран се простире на површини од 23,842 км², а према попису становништва из 2011. године у покрајини је живјело 3.073.943 становника. Сједиште Мазандаранске покрајине налази се у граду Сарију. Дијелом ове покрајине био је и град Горган који је 1997. године одвојен у Голестан.

## Окрузи
- Абасабадски округ
- Амолски округ
- Баболсарски округ
- Баболски округ
- Бехшахерски округ
- Чалушки округ
- Џујбарски округ
- Ферејдункенарски округ
- Галугашки округ
- Каемшахерски округ
- Келардаштански округ
- Махмудабадски округ
- Мијандорудски округ
- Нечки округ
- Новшахерски округ
- Нурски округ
- Рамсарски округ
- Саријски округ
- Савадкушки округ
- Симоршки округ
- Сјеверносавадкушки округ
- Тонекабонски округ[2]